# De eerlijke vinder (novelle)
De eerlijke vinder is een novelle van de Belgische schrijver Lize Spit (1988), in 2023 gratis verspreid als Boekenweekgeschenk. De vertelsituatie vanuit het perspectief van een kind is geïnspireerd door de novelle Werther Nieland van Gerard Reve. De tienjarige scholier Jimmy Sluis uit het dorp Bovenmeer, een fanatiek flippo-verzamelaar, is bevriend met de iets oudere Tristan Ibrahimi, die met zijn familie voor de oorlog is gevlucht uit Kosovo. Als de familie te horen krijgt dat ze niet in België mogen blijven, wordt een heldendaad in scène gezet met als oogmerk als beloning toch te mogen blijven. Het verhaal is gedeeltelijk gebaseerd op de geschiedenis van een in 1998 in Viersel opgevangen gezin uit Kosovo.

## Samenvatting
De tienjarige flippoverzamelaar Jimmy Sluis, zoon van een verdwenen louche verzekeringsman, woont in de enige moderne woning van het dorp, een huis dat eruitziet als een schip. Om aan het geld te komen voor de zakken chips waarin de plastic schijfjes zitten, zoekt hij in de vakjes waarin vergeten munten kunnen zitten, zoals lockers, sigarettenautomaten en gokmachines, die hij langsgaat op zijn BMX, een fiets met veertien versnellingen. In een geldautomaat treft hij vijfduizend frank aan, maar de eigenares dient zich aan voordat hij zich ermee uit de voeten kan maken. Als Eerlijke Vinder geeft hij het geld terug, maar krijgt geen beloning omdat hij aanvankelijk ontkende het geld te hebben gevonden. 'Haast was nooit goed, het was na oneerlijkheid de grootste valkuil voor een verzamelaar.'
Sinds een jaar heeft hij een nieuwe klasgenoot, over wie hij zich ontfermt. Het is de elfjarige, uit Kosovo afkomstige Tristan Ibrahimi, die hardhorend is en zeven broers en zusters heeft. Tristan is dun en sprietig, een kop groter dan de kleine Jimmy, met lang haar in een staartje. Jimmy presteert bovengemiddeld op school. Na twee maanden is Tristan de taal voldoende meester om de klas uit te leggen via welke route hij uit Kosovo naar België is gelopen.
Jimmy krijgt 75 frank zakgeld per week, waarvan hij elke dag 15 frank bij zich heeft om chips te kopen op dagen dat hij daarvoor het geld niet vindt. Zijn kamer heeft hij ingericht als een soort kantoor en daar draagt hij een naamplaatje aan zijn Parker: J.S., Flippo Verzamelaar. Behalve zijn eigen mappen met inmiddels 253 van de 295 verschillende flippo's houdt hij ook ,een map voor Tristan bij, om die te zijner tijd aan hem te geven, waarin 195 schijfjes. Hij vraagt driemaal aan de Heilige Antonius om zijn verzameling te completeren. In het bijzonder is hij benieuwd naar een flippo die hij nog nooit heeft gezien, nummer 233 met Elmer Fudd als Vincent van Gogh. Als hij een zak opent, bewaart hij de chips in aparte vershoudzakken.
Op de dag dat het gezin te horen krijgt dat ze het land moeten verlaten met uitzondering van de in België geboren baby Paola, vraagt Tristan Jimmy om bij hem te komen logeren. Tristan heeft drie oudere zussen en drie jongere broers, en het pasgeboren zusje Paola. Deze zijn over verschillende scholen verspreid, alleen Jetmira zit bij Tristan en Jimmy op school. Jimmy help alle kinderen met het leren van de taal. Wat hij zelf bij stukjes en beetjes te horen krijgt over de oorlogservaringen van Tristan, schrijft hij op in een boekje dat hij Tristan's oorlog noemt.
Jimmy neemt de flippo-albums voor Tristan mee, maar die heeft er weinig eerbied voor. Jimmy moet een proef ondergaan: zo lang mogelijk in een bad met ijskoud water blijven zitten. Tristan heeft namelijk een plan bedacht om voor verblijf in aanmerking te komen. Er zijn enkele gevallen van asielzoekers die na een heldendaad te hebben verricht, een verblijfsvergunning kregen en nu wil de familie een heldendaad in scène zetten. Hiertoe moet Jimmy, die nog niet kan zwemmen, zich in het Albertkanaal laten vallen, waarop Tristan hem zal komen redden. Jetmira zal op de uitkijk staan en waarschuwen zodra er voorbijgangers in aantocht zijn die als getuigen van de actie kunnen dienen.
Hoewel Jimmy erg opziet tegen zijn rol als drenkeling, doet hij toch mee. Maar zodra hij zich, met een duwtje van Tristan, in het water laat vallen, waarschuwen getuigen meteen de politie, die net in de buurt is. Tristan springt Jimmy achterna, maar de sirene van de gearriveerde politie doet hem vanwege zijn oorlogstrauma verstijven van schrik, zodat hij zelf dreigt te verdrinken.

### Personages
- Jimmy Sluis, scholier en flippoverzamelaar, zoon van een louche verzekeringsman
- Tristan Ibrahimi, elf jaar, de middelste van een uit Kosovo afkomstig gezin met acht kinderen en klasgenoot en vriend van Jimmy, heeft drie jongere broers en vier zusters
- familie Ibrahimi, bestaande uit, van oud naar jong, Lavdi, Svetlana, Jetmira, Tristan, Naim, de tweeling Riad en Defrim, en de pasgeboren Paola
- meneer Pieters, leraar die ervoor zorgt dat Tristan drie keer per week zwemles krijgt

## Ontstaansgeschiedenis
Een aantekening achter in het boek vermeldt dat het verhaal is gebaseerd op de geschiedenis van een familie uit Kosovo die in 1998 werd opgevangen in het Belgische dorp Viersel, maar in 1999 werd uitgewezen. Na protest van de inwoners werd toch asiel verleend.
In het verhaal heet het dorp Bovenmeer, net als de locatie van de roman Het smelt van de auteur, maar het stratenplan beantwoordt aan dat van Viersel.
De auteur kreeg het idee voor het verhaal de dag nadat haar gevraagd was het Boekenweekgeschenk te schrijven, waardoor '"een universum openging dat nog in me zat."'

## Opdracht
Het boek is volgens een naschrift op pagina 92 opgedragen aan Elbie Zenelaj, een leeftijdgenote uit het Kosovaars gezin met wie de auteur aan het einde van de jaren negentig omging. Spit hernam het contact vanwege het schrijven van het Boekenweekgeschenk en verwerkte elementen uit haar biografie in het boek, zoals het slapen met de lichten aan en de geheel andere sfeer die 's avonds in huis heerste dan overdag.

## Invloed van Gerard Reve
De auteur noemt Werther Nieland van Gerard Reve, '"een van mijn lievelingsnovelles"' als invloed: '"Dat zit 'm in dat universum van het kind, dat zo volstrekt geloofwaardig beschreven wordt. Ik had zin om zo'n personage voor mezelf te scheppen: een kind waar ik van zou gaan houden, dat op zoek is naar vriendschap, maar ook nog niet alles goed kan bevatten."'
Daarnaast speelde ook tijdnood een rol bij het gekozen perspectief: '"In de tijdspanne die ik had voor het schrijven was het eigenlijk onmogelijk om genoeg research te doen naar het perspectief van een vluchteling"'.

## Thematiek
Criticus Thomas de Veen van NRC omschreef de novelle als 'een echte Spit: een psychologisch drama over hoe hulp en spel onbedoeld overgaan in een machtsstrijd, met een climax die wurgt en schrijnt.'

## Receptie
Recensent Judith Eiselin prees in NRC de stijl en opbouw, maar volgens haar imponeert de novelle 'vooral als wrang portret van de hoofdpersoon, die zijn vriend begrijpt, maar toch maar tot op zekere hoogte'. Als waardering kende ze vijf ballen toe Vier sterren kreeg de novelle van literatuurcriticus Bo van Houwelingen in De Volkskrant. 'spannend, ontroerend, actueel (...) literair toegankelijk en met een spanningsboog' die de hele novelle wordt volgehouden.